# イングランド (ミサイル巡洋艦)
| USS England (DLG-22) |                                            |
| 艦歴                 |                                            |
| 発注:                |                                            |
| 起工:                | 1960年10月4日                              |
| 進水:                | 1962年3月6日                               |
| 就役:                | 1963年12月7日                              |
| 退役:                | 1994年1月21日                              |
| その後:              | 2004年にスクラップとして廃棄。             |
| 除籍:                | 1994年1月21日                              |
| 性能諸元             |                                            |
| 排水量:              | 7,903トン                                  |
| 全長:                | 533 ft                                     |
| 全幅:                | 53 ft                                      |
| 吃水:                | 24 ft 6 in                                 |
| 機関:                | ギヤード蒸気タービン2基2軸 4缶、85,000 shp |
| 最大速:              | 34ノット                                   |
| 航続距離:            |                                            |
| 兵員:                | 士官、兵員400名                            |
| 兵装:                |                                            |
| 航空機:              |                                            |
| モットー:            |                                            |

イングランド(USS England, DLG/CG-22)は、アメリカ海軍のミサイル巡洋艦。リーヒ級ミサイル巡洋艦の7番艦。艦名はジョン・C・イングランドに因んで命名された。その名を持つ艦としては2隻目。
当初は嚮導駆逐艦またはフリゲートとして分類されたが、1975年の艦種再編でミサイル巡洋艦に変更となった。